# Laurinda Hope Spear
Laurinda Hope Spear (Rochester, 23 de agosto de 1950) es una arquitecta y paisajista estadounidense radicada en Miami, Florida. Es una de las fundadoras de Arquitectonica, una firma internacional de arquitectura, planificación e interiorismo que se formó en 1977. En 2005, para explorar más los principios de diseño sostenible, fue cofundadora de ArquitectonicaGEO, una firma de arquitectura de paisajes.
Spear fue galardonada con el Premio de Arquitectura de Roma en 1978. Sin embargo, no completó el período completo de la beca de once meses en la Academia Americana de Roma, después de haber dejado Italia en menos de dos meses. En 1992 fue nombrada miembro del Instituto Americano de Arquitectos. En 1999 fue incluida en el Salón de la Fama de la revista Interior Design Magazine.
Spear no sigue el eclecticismo histórico de la tendencia posmoderna actual, sino que prefiere un estilo más original y sin precedentes. Este estilo se describe como poco convencional y moderno, utilizando formas geométricas abstractas y colores primarios brillantes. Sus diseños son románticos y lúdicos, pero también audaces y dramáticos. El influyente arquitecto Philip Johnson se refirió a la firma Arquitectonica como "el equipo más valiente en el negocio". Spear es responsable de gran parte del trabajo distintivo de la firma y tiene más de 150 productos en el mercado en el grupo que creó, Laurinda Spear Products. Instituyó la práctica de diseño de interiores dentro de la firma, que se ganó un lugar en el Salón de la Fama del Diseño de Interiores.